# RMS Alaunia (1913)
RMS Alaunia – brytyjski statek parowy, będący własnością Cunard Line.
Zbudowany został w 1913 roku w Greenock. Jego tonaż wynosił 13 405 ton. Zwodowany został 9 czerwca 1913 roku, w swój dziewiczy rejs wypłynął 27 grudnia 1913 roku. Jego bliźniacze statki to RMS "Andania" i RMS "Aurania". Były one statkami dwukominowymi. "Alaunia" zatonęła 19 września 1916 roku, po wpłynięciu na minę niemiecką niedaleko Hastings w East Sussex. Maksymalna prędkość to 15 węzłów.